# Flutlichtstrahler

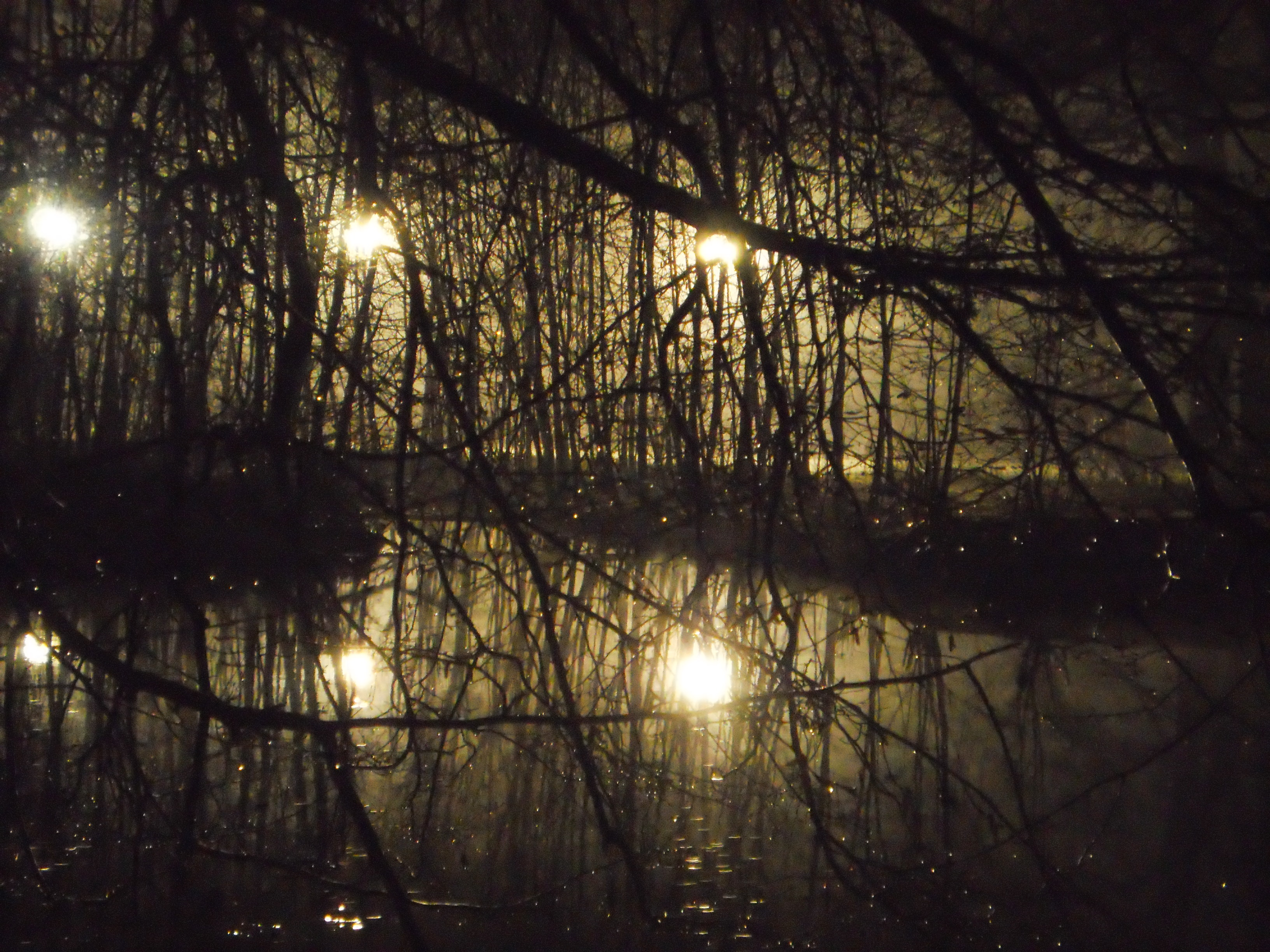
Flutlicht eines Sportplatzes scheint durch die Bäume

Ein Flutlichtstrahler ist ein Gerät zur Lichterzeugung.
Ein Flutlichtstrahler kann ein großes Gebiet bestrahlen, d. h. erleuchten. Diese Scheinwerfer werden zum Beispiel von der Feuerwehr eingesetzt, um bei nächtlichen Einsätzen den Einsatzort auszuleuchten und Hilfsmaßnahmen zu ermöglichen. Je höher ein Flutlichtstrahler angebracht wird, desto besser wird der Einsatzort ausgeleuchtet. Wenn sich der Strahler auf Bodenniveau befinden würde, wären ständig Schatten vorherrschend, und die arbeitenden Menschen würden geblendet und würden wenig sehen. In den Flutlichtstrahlern selbst kommen meist Halogenlampen zum Einsatz, diese können Leistungen von mehreren hundert Watt aufnehmen. Diese Leistung wird während des Einsatzes entweder von einem Stromaggregat oder von der Lichtmaschine eines Einsatzfahrzeugs erzeugt. Bei anderen Gelegenheiten lassen sich Flutlichtstrahler auch an das normale Stromnetz anschließen, jedoch ist dies im Einsatzfall nicht erlaubt bzw. möglich. Dies lässt sich recht logisch erklären: Es könnte theoretisch jederzeit zu einem Stromausfall kommen; um dann nicht im Dunkeln zu sitzen, werden netzunabhängige Stromaggregate verwendet.

In Fußballstadien und bei anderen Festivitäten werden ebenfalls Flutlichtstrahler eingesetzt, um den Ort des Geschehens vernünftig auszuleuchten. Hierbei werden Halogen-Metalldampflampen, Quecksilberdampflampen, Natriumdampf-Hochdrucklampen oder auch LED-Scheinwerfer eingesetzt.